# Jeff Hephner
Jeffrey Lane Hephner (Madison Heights, 22 giugno 1975) è un attore statunitense.

## Biografia
La sua carriera da attore inizia nel 2000 con l'apparizione nel film Tigerland, di Joel Schumacher. Dopo varie apparizioni occasionali in diverse serie televisive di successo, tra cui CSI: Miami, Dr. House - Medical Division, NCIS - Unità anticrimine e Castle, nella stagione 2010-2011 interpreta un personaggio ricorrente nella serie Hellcats.
Nel 2011 è co-protagonista nella serie televisiva della rete Starz Boss.

## Filmografia

### Cinema
- Tigerland, regia di Joel Schumacher (2000)
- The Outlands, regia di Jon Simpson (2002)
- So How Do You Feel About Your Watch, regia di Nina Tsai (2002)
- Un amore a 5 stelle (Maid in Manhattan), regia di Wayne Wang (2002)
- Shoot First and Pray You Live (Because Luck Has Nothing to Do with It), regia di Lance Doty (2008)
- Free Ride, regia di Shana Betz (2013)
- Interstellar, regia di Christopher Nolan (2014)
- Peppermint - L'angelo della vendetta (Peppermint), regia di Pierre Morel (2018)
- An Acceptable Loss - Decisione estrema (An Acceptable Loss), regia di Joe Chappelle (2019)
- The Shuroo Process, regia di Emrhys Cooper (2021)
- Oppenheimer, regia di Christopher Nolan (2023)

### Televisione
- The Jury – serie TV, 10 episodi (2004)
- Law & Order: Criminal Intent – serie TV, episodio 4x21 (2005)
- Criminal Minds – serie TV, episodio 1x01 (2005)
- The O.C. – serie TV, 13 episodi (2005-2006)
- Capitol Law, regia di Danny Cannon – film TV (2006)
- The Wedding Album, regia di Andy Tennant – film TV (2006)
- The Water Is Wide, regia di John Kent Harrison – film TV (2006)
- CSI: Miami – serie TV, episodio 6x04 (2007)
- Senza traccia (Without a Trace) – serie TV, episodio 6x05 (2007)
- What Makes Alex Tick, regia di Gideon Shmorak – cortometraggio (2008)
- Nip/Tuck – serie TV, episodio 5x11 (2008)
- Dr. House - Medical Division (House, M.D.) – serie TV, episodio 4x11 (2008)
- Cold Case - Delitti irrisolti (Cold Case) – serie TV, episodio 5x15 (2008)
- Easy Money,  – serie TV, 8 episodi (2008-2009)
- CSI - Scena del crimine (CSI: Crime Scene Investigation) – serie TV, episodio 10x06 (2009)
- Mercy – serie TV, 4 episodi (2009)
- NCIS - Unità anticrimine (NCIS) – serie TV, episodio 7x11 (2010)
- Private Practice – serie TV, episodio 3x13 (2010)
- Ghost Whisperer - Presenze (Ghost Whisperer) – serie TV, episodio 5x18 (2010)
- Drop Dead Diva – serie TV, episodio 2x04 (2010)
- The 19th Wife, regia di Rod Holcomb – film TV (2010)
- Hellcats – serie TV, 15 episodi (2010-2011)
- Castle – serie TV, episodio 3x12 (2011)
- Boss – serie TV, 18 episodi (2011-2012)
- CSI: NY – serie TV, episodio 9x04 (2012)
- King & Maxwell – serie TV, episodio 1x06-1x10 (2013)
- Chicago Fire – serie TV, 20 episodi (2013-2017)
- Madam Secretary – serie TV, episodio 1x02 (2014)
- Agent X – serie TV, 10 episodi (2015)
- Code Black – serie TV, 5 episodi (2016)
- Chicago Med – serie TV, 16 episodi (2016-2017)
- Marte (Mars) – serie TV, 6 episodi (2018)
- L'amore spicca il volo (Love Takes Flight), regia di Steven R. Monroe – film TV (2019)
- Almost Family – serie TV, 5 episodi (2019-2020)
- Our Kind of People – serie TV, 3 episodi (2021)
- For All Mankind – serie TV, 4 episodi (2021-2022)
- Power Book II: Ghost – serie TV, 11 episodi (2021-2023)
- Eric – miniserie TV, 6 episodi (2024)

## Doppiatori italiani
Nelle versioni in italiano delle opere in cui ha recitato, Jeff Hephner è stato doppiato da:
- Alessio Cigliano in The O.C., Hellcats, Agent X, Chicago Fire, Chicago Med
- Stefano Crescentini in CSI: Miami, Cold Case - Delitti irrisolti
- Alessandro Quarta in Ghost Whisperer - Presenze, CSI: NY
- Stefano Brusa in Law & Order: Criminal Intent
- Edoardo Stoppacciaro in Dr. House - Medical Division
- Andrea Beltramo in Nip/Tuck
- Francesco De Francesco in NCIS - Unità anticrimine
- Gianfranco Miranda in Private Practice
- Francesco Bulckaen in Boss
- Massimo Bitossi in Castle
- Simone D'Andrea in Code Black
- Marco Vivio in Regina del Sud
- Francesco Sechi in Eric